# Tadeo Jones y el sótano maldito
Tadeo Jones y el sótano maldito és un curtmetratge d'animació espanyol dirigit per Enrique Gato. La pel·lícula conté majoritàriament elements de la pel·lícula Indiana Jones i el temple maleït. És una seqüela del curtmetratge del propi Gato Tadeo Jones

## Argument
Són les 9 de la nit i Tadeo es troba a la seva casa arreglant una guardiola i menjant una hamburguesa. De sobte, sent al carrer bordar a un gos al qual un home agarra i tira després d'una persiana, Tadeo en veure'l es prepara i es dirigeix allí. Intenta usar un filferro com a espanyaportes per a obrir-la i tira d'ella, però, al no es capaç decideix usar una perforadora. Una vegada dins travessa un túnel i al fons observa que es tracta d'una secta on sacrifiquen animals com a ofrena a la seva deessa. Tadeo observa que tots els aparells que utilitzen per a sacrificar-los van connectats a un xarxa elèctrica, que apaga; això provoca que descobreixin que hi ha un intrús. En la seva fugida Tadeo troba a la majoria dels animals i els ajuda a escapar, però el summe sacerdot el descobreix i l'informa que serà sacrificat per a la seva deessa. Tadeo descobreix que no adoren a cap deessa sinó que els cuina i ven la carn per a les hamburgueses. Tadeo aconsegueix escapar i provoca que es vagi esfondrant l'edifici. Una de les mascotes, un gos, l'ha ajudat i decideix quedar-se a viure amb ell.

## Producció
Malgrat tenir el doble de durada que l'anterior curtmetratge, els avanços tecnològics van provocar que es realitzés en tot just dos mesos més, trigant un total de dotze mesos més altres dos en concepte de redacció del guió. El director volia mostrar alguna cosa sobre la vida personal del personatge, alguna cosa que no apareixia en l'anterior curt, encara que certes coses no es mostren i les va reservar el llargmetratge. En paraules de Gato l'escena més complexa és en la qual Tadeo és capturat per l'estructura de grillons.
Zacarías Martínez de la Riva va compondre la banda sonora i l'enregistrament la va realitzar l'Orquestra Simfònica Ciutat de Praga que va ser dirigida per Mario Klemens. En aquesta pel·lícula Jordi Brau dona veu a Tadeo i Miguel Ángel Jenner al summe sacerdot.

## Premis
- Goya al millor curtmetratge d'animació (2007)
- Festival de Cinema d'Alcalá de Henares: Premi al millor curtmetratge[4]
- Setmana del Cinema Espanyol de Múrcia: Premi al millor curtmetratge d'animació